# ريكس تايلور
ريكس تايلور (بالإنجليزية: Rex Taylor)‏ هو كاتب سيناريو أمريكي، ولد في 1 نوفمبر 1889 في آيوا في الولايات المتحدة، وتوفي في 27 ديسمبر 1968 في سان بدروس ‏ في الولايات المتحدة.

## وصلات خارجية
- ريكس تايلور على موقع IMDb (الإنجليزية)
- ريكس تايلور على موقع أول موفي (الإنجليزية)
- ريكس تايلور على موقع قاعدة بيانات الفيلم (الإنجليزية)